# Gasztrozófia
Míg a gasztronómia az az étkezési kultúra, mely az élvezetre, az esztétikus látványra, a telítő értékre helyezi a hangsúlyt, addig a gasztrozófia az étkezés bölcselete, a tudatos táplálkozásra helyezi a hangsúlyt, mértékletességre törekszik és minden formában igyekszik kerülni a szélsőségeket. A táplálkozás során egyben egyben figyelembe veszi az egyéni szükségleteket és adottságokat is.
A természetes ízlés és az értelem, a tudatosság egységét érvényesíti tehát a táplálkozásban.

## Elvei
- csak csúcsminőségű, szezonális és helyben előállított alapanyagokat használ
- előnyben részesíti a természetes körülmények között előállított alapanyagokat
- gondot fordít az alapanyagok eredeti ízének megőrzésére
- a közvetlen környezet hagyományainak megfelelő hozzávalókat és recepteket alkalmaz

## Története
A gasztrozófia fogalma egészen 1851-re nyúlik vissza, amikor is Eugen von Vaerst báró megjelentette
a „Gasztrozófia avagy az asztal örömeinek tana” című könyvét. Ezzel az ételek élvezetét művészi
szintre emelte, és az ínyencek három fajtáját írta le: a gourmand-t, a gourmet-t és a gasztrozófust.

Utóbbi az étkek közül a legjobbat választja ki, tekintettel annak egészségre gyakorolt hatására és
az „erkölcsösségre”. A gasztrozófia atyjának egyébként Jean Anthelme Brillat-Savarin számít, aki „Az ízlés fiziológiája” című alapművével, mely állítólag 25 év alatt készült el. Ezzel megteremtette a külön tudományként máig el nem ismert gasztrozófiát.

## Külső hivatkozások
- https://web.archive.org/web/20160305062035/http://ve-ga.blogspot.com/2009/07/gasztrozofia-avagy-az-etkezes_26.html
- https://web.archive.org/web/20080727114830/http://konzervatorium.blog.hu/2008/07/10/gasztronomia_es_gasztrozofia_vegetarizmus
- https://web.archive.org/web/20101202030903/http://taplalkozas.bioenergetikus.hu/alapismeretek.html#taplbioeneism